# Tương Mai
Tương Mai là một phường thuộc thành phố Hà Nội, Việt Nam.

## Lịch sử
Phường Tương Mai trước kia là làng Tương Mai.
Cuối thời Lê, đầu thời Nguyễn, làng Tương Mai là một xã thuộc tổng Hoàng Mai, huyện Thanh Trì, trấn Sơn Nam Thượng (năm 1831 đổi làm tỉnh Hà Nội).
Năm 1899, cắt về tổng Thịnh Liệt.
Trong kháng chiến chống Pháp, làng Tương Mai nằm trong quận VII của Hà Nội.
Hòa bình lập lại (năm 1954), làng nằm trong xã Hoàng Văn Thụ, quận VII của Hà Nội.
Năm 1961, xã này nhập thêm làng (thôn) Mai Động và cùng với các xã trong quận VII hợp với các xã của huyện Thanh Trì, tỉnh Hà Đông thành huyện Thanh Trì của Hà Nội.
Ngày 9 tháng 8 năm 1973, Hội đồng Chính phủ ban hành Quyết định về việc sáp nhập 2 thôn: Giáp Bát, Giáp Lục của xã Thịnh Liệt, thôn Tương Mai và khoảng 10 ha ở phía nam đường Minh Khai của thôn Mai Động thuộc xã Hoàng Văn Thụ, huyện Thanh Trì vào tiểu khu Minh Khai thuộc khu phố Hai Bà Trưng.
Ngày 21 tháng 12 năm 1974, UBND TP. Hà Nội ban hành Quyết định về việc thành lập tiểu khu Tương Mai thuộc khu phố Hai Bà Trưng.
Tháng 12 năm 1978, UBND TP. Hà Nội ban hành Quyết định về việc sắp xếp tiểu khu Tương Mai thuộc khu phố Hai Bà Trưng.
Năm 1980, tiểu khu Tương Mai thuộc khu phố Hai Bà Trưng.
Ngày 3 tháng 1 tháng 1981, Hội đồng Chính phủ ban hành Quyết định số 3-CP về việc thống nhất tên gọi các đơn vị hành chính ở nội thành, nội thị.
Ngày 10 tháng 6 năm 1981, UBND TP. Hà Nội ban hành Quyết định về việc:
- Đổi tên khu phố Hai Bà Trưng thành quận Hai Bà Trưng.
- Thành lập phường Tương Mai thuộc quận Hai Bà Trưng.

Ngày 6 tháng 11 năm 2003, Chính phủ ban hành Nghị định số 132/2003/NĐ-CP về việc:
- Thành lập quận Hoàng Mai thuộc thành phố Hà Nội.
- Chuyển phường Tương Mai thuộc quận Hai Bà Trưng về quận Hoàng Mai quản lý.

Tính đến ngày 31/12/2024, phường Tương Mai có diện tích 0,74 km² và quy mô dân số là 33.260 người.
Ngày 16 tháng 6 năm 2025, Quốc hội Việt Nam quyết định sắp xếp một phần diện tích tự nhiên, quy mô dân số của phường Giáp Bát, Hoàng Văn Thụ, Tân Mai, Tương Mai, Vĩnh Hưng, Mai Động (quận Hoàng Mai cũ), một phần phường Phương Liệt (quận Thanh Xuân cũ), một phần phường Minh Khai, Đồng Tâm, Trương Định (quận Hai Bà Trưng cũ) thành phường mới có tên gọi là phường Tương Mai.

## Địa lý
Phường Tương Mai có vị trí địa lý:
- Phía Đông tiếp giáp phường Vĩnh Tuy, Vĩnh Hưng (ranh giới đi theo đường sông Kim Ngưu - đường Lĩnh Nam)
- Phía Tây tiếp giáp phường Phương Liệt (ranh giới đi theo đường Giải Phóng)
- Phía Nam tiếp giáp phường Hoàng Mai (ranh giới đi theo đường Vành đai 2.5 - phố Tân Mai - phố Kim Đồng)
- Phía Bắc tiếp giáp phường Bạch Mai (ranh giới đi theo đường Vành Đai 2 - phố Đại La)

## Hành chính
- Trụ sở Đảng ủy - Ủy Ban MTTQ phường: Số 323, đường Trần Đại Nghĩa, phường Tương Mai (Địa chỉ cũ: Số 323, đường Trần Đại Nghĩa, phường Trương Định, quận Hoàng Mai) trước là trụ sở phường Trương Định cũ.[13]
- Trụ sở HDND - UBND phường: Số 2, ngõ 224 đường Hoàng Mai, phường Tương Mai (Địa chỉ cũ: Số 2, ngõ 224 đường Hoàng Mai, phường Hoàng Văn Thụ, quận Hoàng Mai) trước là trụ sở phường Hoàng Văn Thụ cũ.

## Xã hội

### Giáo dục
Phường Tương Mai có một số trường học: 
- Trường Mẫu giáo 10–10
- Trường Mẫu giáo Tương Mai
- Trường Tiểu học Tân Định
- Trường Trung học cơ sở Tân Định.

### Các cơ quan, doanh nghiệp trên địa bàn
- Học viện Y học hàng không (trước đây là Bệnh viện Phòng không – Không quân)
- Công ty Cổ phần Tân Mai (chế biến thực phẩm)
- Công ty Cổ phần Cơ điện Thống Nhất (sản xuất quạt điện với thương hiệu Vinawind)
- Nhà máy nước Tương Mai thuộc Công ty Nước sạch Hà Nội.

## Văn hóa
- Chùa Tương Mai
- Đình Tương Mai, thờ Trần Khát Chân (thành hoàng làng).

- Công viên Hoàng Văn Thụ (trước đây là trường bắn của thực dân Pháp).

### Làng Tương Mai
Làng Tương Mai là một trong 4 làng của vùng Kẻ Mơ, nằm ở cửa ngõ phía nam Kinh thành Thăng Long, trên con đường từ phía nam lên Thăng Long, từ Quán Gánh về Duyên Trường, Hạ Thái (Thường Tín) lên, qua các làng Yên Kiện, Lạc Thị (xã Ngọc Hồi) đến đầu làng Quỳnh Đô (xã Vĩnh Quỳnh) để vào Chợ Mơ (đường này đến cuối thế kỷ XIX mới nắn lại theo đường Ngọc Hồi – Văn Điển – Giáp Bát như hiện nay).

## Giao thông
- Phố Tương Mai: từ số nhà 131 phố Nguyễn An Ninh, qua cầu Khỉ đến số 252 đường Giải phóng; có chiều dài 300m, rộng 8m.[14] Trước đây là một đoạn phố Nguyễn An Ninh.
- Phố Nguyễn An Ninh: chiều dài 950m, rộng từ 8-10,5m, đi từ số nhà 303 phố Trương Định đến 303 phố Vọng.[14] Trước đây phố này nối với đường Giải Phóng, nhưng sau khi xây cầu Nguyễn An Ninh bắc qua sông Sét thì phố Nguyễn An Ninh được nắn thẳng để nối vào phố Vọng.
- Phố Nguyễn Đức Cảnh: từ điểm giao cắt với đường Trương Định đến Nhà máy nước Tương Mai.
- Phố Lương Khánh Thiện: từ điểm giao cắt với phố Nguyễn Đức Cảnh đến khu dân cư phường Tân Mai.
- Đường Trương Định (một phần): từ đoạn giáp địa phận phường Trương Định đến đoạn giáp địa phận phường Tân Mai.